# الحد الأدنى لارتفاع المسار
الحد الأدنى لارتفاع المسار (Minimum en route altitude) اختصاراً (MEA)، وتكتب أيضا (Minimum enroute altitude)، هو أدنى ارتفاع منشور بين إصلاحات الملاحة اللاسلكية التي تضمن تغطية إشارة ملاحية مقبولة (انظر MRA) وتفي بمتطلبات إزالة العوائق (انظر: MOCA) بين تلك الإصطلاحات.
التعريف الوارد هنا هو تعريف إدارة الطيران الفيدرالية الأمريكية. قد تختلف التفاصيل في ولايات ودول أخرى.

## ملخص
تنطبق اتفاقية (MEA) المحددة لمسار أو مقطع جوي فدرالي، أو مسار منخفض أو مرتفع لـلملاحة في منطقة (RNAV)، أو مسار مباشر آخر على عرض مسار جوي لمقطع أو مسار بالكامل. عادةً ما توفر الاتفاقات البيئية المتعددة الأطراف للطرق المحتواة كليًا داخل المجال الجوي الخاضع للرقابة حاجزًا عازلًا فوق أرضية المجال الجوي المتحكم فيه والذي يتكون من 300 قدم على الأقل داخل المناطق الانتقالية و 500 قدم داخل مناطق التحكم. يتم إنشاء الاتفاقات البيئية المتعددة الأطراف على أساس إزالة العوائق والأشياء التي صنعها الإنسان فوق التضاريس، وكفاية أداء مرفق الملاحة، ومتطلبات الاتصالات، على الرغم من عدم ضمان الاتصال الكافي في (MEA). ومع ذلك، تضمن (MEA) تغطية مقبولة للإشارة الملاحية وتفي بمتطلبات إزالة العوائق بين تلك الإصلاحات.